# Direção-Geral da Agricultura (Suécia)
A Direção-Geral da Agricultura (em sueco:  Jordbruksverket, formalmente Statens jordbruksverk) é uma agência governamental sueca, subordinada ao Ministério do Desenvolvimento Rural e das Infraestruturas (Landsbygds- och infrastrukturdepartementet), sendo dirigida pelo Ministro do Desenvolvimento Rural (Landsbygdsminister) e gerida por um diretor-geral (generaldirektör).

Está vocacionada para ter responsabilidade e gerir os assuntos relacionados com a agricultura, a pecuária e a pesca no país.                                                                Entre as suas tarefas e missões estão: 

- Facilitar a adaptação e o desenvolvimento do sector agrícola num mercado interno livre.
- Promover uma paisagem agrícola rica e variada com biodiversidade e contribuindo para a criação de condições para um desenvolvimento sustentável.
- Assegurar o controlo das pragas vegetais e das doenças infecciosas dos animais.
- Assegurar a aplicação de requisitos mais rigorosos em matéria de bem-estar dos animais.
- Promover a boa saúde do gado.
- Acompanhar a pesca e a aquicultura.
- Contribuir para uma paisagem rural viva e sustentável e uma produção alimentar que beneficie os consumidores.
- Participar na defesa civil da Suécia, mantendo uma capacidade de resposta a emergências de abastecimento de alimentos e de água potável.
- Administrar os programas de desenvolvimento rural da UE.

A sede da agência está localizada na cidade de Jönköping, dispondo de escritórios locais em Kalmar, Landskrona, Linköping, Skara, Uppsala, Göteborg e Söderhamn.

Conta com 1 700 funcionários.